# Villarmentero de Esgueva
Villarmentero de Esgueva – gmina w Hiszpanii, w prowincji Valladolid, w Kastylii i León, o powierzchni 13,45 km². W 2011 roku gmina liczyła 109 mieszkańców.